# Київський парад до Дня Перемоги 2010 року

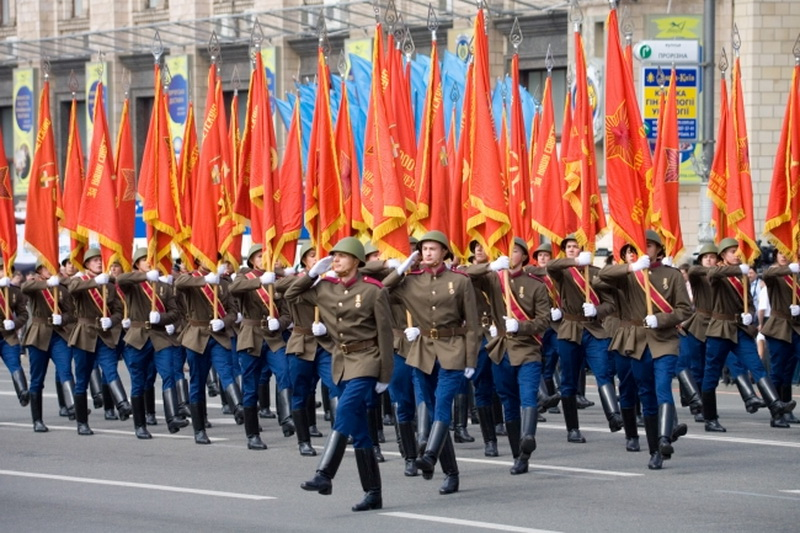
Історичні прапори та однострої

Київський парад до Дня Перемоги 2010 року відбувся 9 травня 2010 року в Києві на честь 65-ї річниці перемоги Радянського Союзу у Німецько-радянській війні (в 2015 році Україна змінила цей день на День Перемоги над нацизмом у Другій світовій війні). Військові машини та солдати, одягнені у форму Радянської армії, пройшли вулицею Хрещатик та Майданом Незалежності. Інспектором параду був начальник Генерального штабу Збройних сил Генерал армії Іван Свида, а командувач Сухопутних військ України генерал-полковник Геннадій Воробйов командував парадом. Указ про проведення параду було підписано 23 березня того ж року. Президент України Віктор Янукович виступив з ювілейною промовою на посаді Верховного головнокомандувача. У параді взяли участь 2500 вояків українських збройних сил, а також війська з Росії та Білорусі (колишнього представляла 45-а гвардійська бригада спеціального призначення, яка брала участь у спільному контингенті з Окремим президентським полком.   У параді взяли участь 17 військових оркестрів під командуванням начальника Департаменту військової музики Генерального штабу ЗСУ генерал-майора Володимира Деркача.

## Порядок проходження загонів
- Історичний контингент
  - Перша частина
    - Кольорова композиція у складі Прапора України та Прапора Перемоги
    - Київський батальйон почесної варти Президента
    - Історичні кольори
    - Штандарти форонтів

  - Друга частина
    - Транспортні засоби Радянських Збройних Сил (очолювані Т-34 українського виробництва)
    - Червоноармійська піхота
    - Броньовані сили Червоної Армії
    - Радянські ВПС
    - Радянський флот
    - Партизани
    - Червоноармійський жіночий персонал
- Барабанний корпус, Київський військовий ліцей імені Івана Богуна
- Гвардійці
- Складений російсько-український контингент
  - Окремий президентський полк
  - 45-а гвардійська бригада спеціального призначення
- Військова академія Білорусі[10]
- Національний університет оборони
- 95-а повітряно-штурмова бригада
- Військовий інститут телекомунікацій та інформаційних технологій
- 15-а бригада транспортної авіації
- Військовий інститут імені С. Корольова (Національний авіаційний університет)
- Національний університет повітряних сил імені Івана Кожедуба
- 36-а бригада морської піхоти Військово-морської піхоти України
- Академія Служби національної безпеки
- Національна академія внутрішніх справ
- 21 бригада внутрішніх військ України
- Харківський національний університет цивільного захисту, Державна служба України з надзвичайних ситуацій

## Інші ювілейні паради
Київський парад став центром святкування 65-ї річниці: на святкування Дня Перемоги з парадами в інших містах України було залучено 2000 військових та близько 100 одиниць військової техніки. 1040 російських військових взяли участь у парадах у чотирьох українських містах: Севастополі, Керчі, Одесі та Миколаєві. У свою чергу 75 курсантів Національної академії сухопутних військ імені гетьмана Петра Сагайдачного взяли участь у московському параді до Дня Перемоги на Червоній площі.

## Галерея

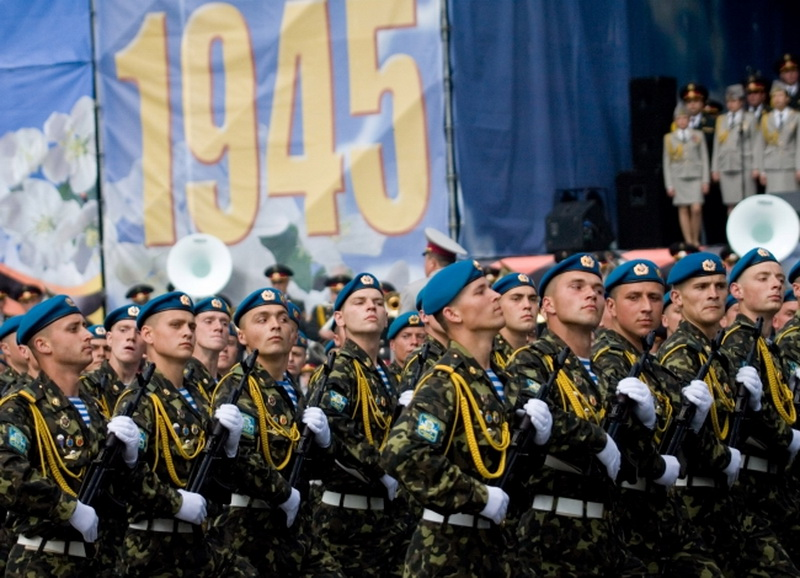
Українські десантники
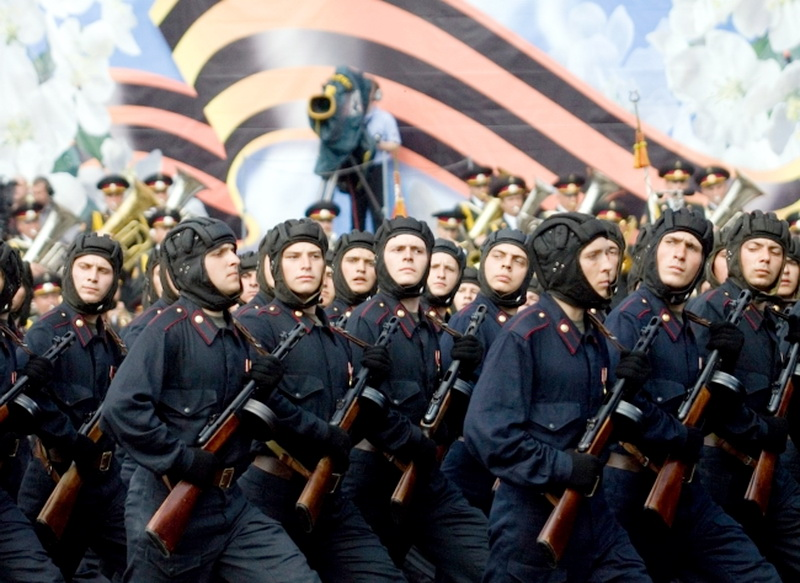
Радянські танкісти
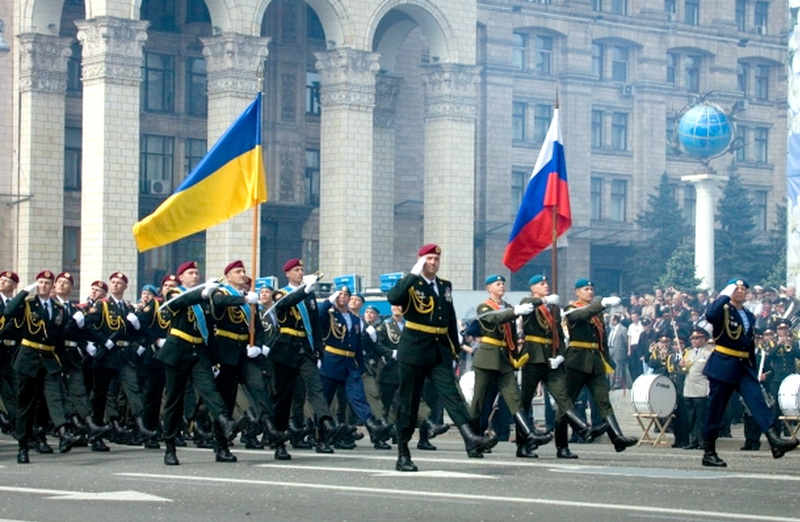
Російсько-українська колона
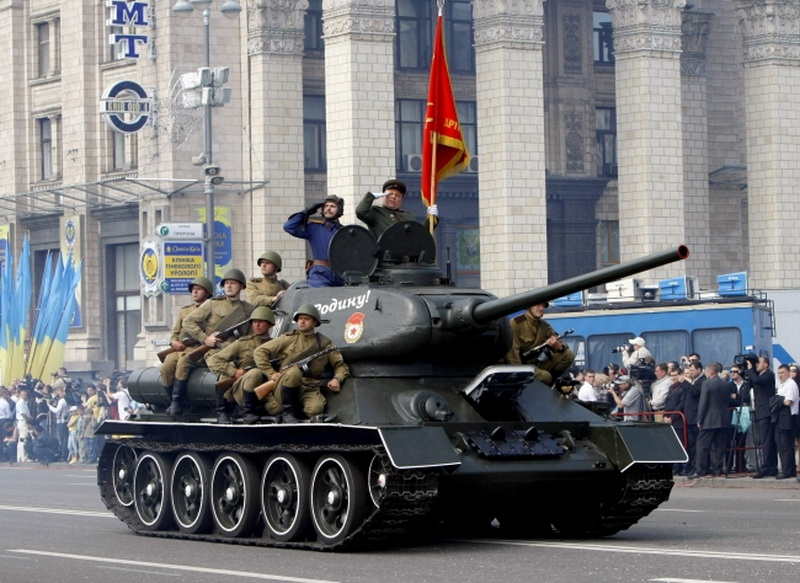
Історичні війська на танку T-34